# الستر الن
الستر الن (انگلیسی: Alister Allan؛ زادهٔ ۲۸ ژانویهٔ ۱۹۴۴) ورزشکار ورزش تیراندازی اهل بریتانیا است.
وی در مسابقات کشوری و بین‌المللی در مجموع برندهٔ ۱ مدال نقره، ۱ مدال برنز شده‌است.